# ТЕС Бреймар 2
27°6′46″ пд. ш. 150°54′20″ сх. д. / 27.11278° пд. ш. 150.90556° сх. д.
ТЕС Бреймар 2 – теплова електростанція у австралійському штаті Квінсленд.
В 2009 році на майданчику станції ввели в дію три встановлені на роботу у відкритому циклі газові турбіни потужністю по 150 МВт.
Як паливо використовують природний газ, що надходить по трубопроводу Даандайн/Віндібрі – Бреймар.
Видача продукції відбувається під напругою 275 кВ до розташованої неподалік підстанції 275/330 кВ, що обслуговує систему Queensland – New South Wales Interconnector (QNI), яка призначена для поставок електроенергії до штату Новий Південний Уельс. При цьому з огляду на зазначену підстанцію в другій половині 2000-х окрім ТЕС Бреймар 2 поряд з нею розмістили ТЕС Бреймар 1 та ТЕС Дарлінг-Даунз.